# Gondalpara
Gondalpara is een plaats in Chandannagar in het district Hooghly in de Indiase deelstaat West-Bengalen. Ze maakt deel uit van de metropoolregio Kolkata.

## Geschiedenis
Van 1698 tot 1714 behoorde de plaats tot Deens-Oost-Indië, onder de naam Dannemarksnagore. Deze factorij aan de rivier de Hooghly ressorteerde onder Trankebar. In 1724 werd ze bezet door de Oostenrijkse Nederlanders onder Jacques-André Cobbé, die echter sneuvelde.